# John Fearn
John Fearn (ur. 1768, zm. 1837) był oficerem Royal Navy, kapitanem i odkrywcą. Fearn zyskał sławę jako pierwszy Europejczyk, który postawił stopę na Nauru, wyspie na Oceanie Spokojnym.
Fearn odkrył Nauru 8 listopada 1798, płynąc na wielorybniku Hunter z Nowej Zelandii w kierunku Chin. Nazwał ją Wyspą Przyjemną (ang. Pleasant Island) ze względu na atrakcyjne warunki naturalne oraz życzliwość Naurańczyków.